# 彼得拉·达姆
彼得拉·达姆（德語：Petra Damm，1961年3月20日—），德国前女子足球运动员。她曾代表德国国家队参加中国举办的1991年国际足联女子世界杯，结果队伍获得第四名。